# Aristida hystricula
Aristida hystricula là một loài thực vật có hoa trong họ Hòa thảo. Loài này được Edgew. mô tả khoa học đầu tiên năm 1862.